# 文化功績勳章
文化功績勳章（葡萄牙語：Medalha de Mérito Cultural）是澳門勳章、獎章和獎狀制度第二級別的榮譽，用以獎勵在發展藝術和文化事業方面有積極貢獻的人士或實體。

## 授勳名單
2001年
- 林近
- 飛歷奇
- 陸昌

2002年
- 邱子維
- 陳振華
- 譚智生

2003年
- 陳大白
- 薛力勤

2004年
- 李觀鼎
- 周樹利

2005年
- 呂碩基神父
- 湯梅笑

2006年
- 李萊德
- 查偉革

2007年
- 李玉田
- 土生人樂隊

2008年
- 林鳳娥
- 黎勝鍈
- 澳門土生土語話劇社

2009年
- 蘇樹輝
- João António da Silva Madeira da Fonseca
- 澳門青年交響樂團

2010年
- 陳偉輝
- 廖子馨

2011年
- 程祥徽
- 鄧祖基
- 澳門葡人之家協會

2012年
- 鄧景濱
- 李宇樑

2013年
- 戴定澄
- 頤園書畫會
- 東方葡萄牙學會

2014年
- 澳門廣播電視股份有限公司
- 劉樺
- 白嘉度
- 廖國敏

2015年
- 歐平
- 連家生
- 蕭春源（蕭彼德）
- 陳浩星

2016年
- 澳門美術協會
- 繆鵬飛

2017年
- 澳門筆會
- 基斯達（João Vicente Botelho Guedes）
- 曹長雄
- 潘錦玲

2018年
- 澳門日報

2019年
- Carlos Manuel Bernardo Ascenso André

2020年
- 星光書店有限公司
- 關權昌
- 吳衛堅

2021年
- 徐永智
- 歐俊軒

2022年
- 土生葡人美食聯誼會
- 陸曦
- 郭敬文
- 陳雅莉

2023年
- 刘富业

2024年
- 飛文基